# Chenopodium ayare
Chenopodium ayare là loài thực vật có hoa thuộc họ Dền. Loài này được Toro Torrico mô tả khoa học đầu tiên năm 1964.